# Маркиш, Перец Давидович
Пе́рец Дави́дович Ма́ркиш (идиш פּרץ מאַרקיש‎; 25 ноября [7 декабря] 1895—12 августа 1952) — еврейский советский поэт, писатель и драматург, сочинявший на идише. Кавалер ордена Ленина. В 1949 году был репрессирован, 18 июля 1952 года осуждён, 12 августа 1952 года расстрелян по приговору ВКВС СССР. Реабилитирован 22 ноября 1955 года.

## Биография
Перец Маркиш родился в местечке Полонное на Волыни в бедной семье. Его отец, Давид Маркиш, был портным, а мать, Хая Маркиш, занималась розничной торговлей сельдью. С трёх лет учился в хедере. Имея отличный слух и звонкий голос, десятилетний Перец пел в синагогальном хоре. Юному Перецу приходилось много работать, переезжая по разным городам юга России. Стихи стал писать рано, причём юношеские стихотворения написаны по-русски.
После призыва на военную службу Маркиш попал на фронт разразившейся мировой войны. Рядовой царской армии Маркиш был ранен и Февральскую революцию встретил в госпитале. Революция повлияла на творчество молодого поэта, он пишет и впервые публикует свои стихи на еврейском языке. В Киеве Маркиш знакомится с талантливыми молодыми еврейскими поэтами — Давидом Гофштейном, Львом Квитко, Ошером Шварцманом. В 1918 году Перец Маркиш пишет поэму «Волынь», которая вместе со сборником стихов «Пороги» выдвинула его в первый ряд еврейских писателей. С 1921 по 1926 годы по польскому паспорту Маркиш живёт в Варшаве, Берлине, Париже, Лондоне, Риме, где много пишет и публикуется. Участник группы «Халястра».
В 1926 году поэт вернулся в СССР, где полностью расцвёл его талант. Все события того времени — коллективизация, приход к власти в Германии нацистов, война в Испании оказали сильнейшее влияние на творчество поэта. Участник Евсекции СП СССР. В годы Великой Отечественной войны Маркиш пишет десятки стихотворений, наполняя их ненавистью к врагу, верой в победу. В послевоенные годы с новой силой проявляется лирический талант поэта, в последних своих стихах он особенно гуманистичен, жизнелюбив, по-юношески задорен.
Для ГОСЕТа Перец Маркиш написал пьесы «Пир», «Семья Овадис», «Кол нидре».
Автор книг «Брат», «Война», «Чертополох», «Из века в век», «Михоэлс» (монография).
Маркиш входил в руководство Союза писателей СССР, был избран руководителем Еврейской секции Союза писателей, в 1939 году был награждён Орденом Ленина; с 1942 года состоял в ВКП(б). Имел особую позицию по вопросу о еврейской автономии, предлагал использовать для неё территорию бывшей АССР Немцев Поволжья.
Вместе с Давидом Бергельсоном, Львом Квитко, Ициком Фефером и Борисом Шимелиовичем входил в состав международной редколлегии «Черной книги». Позже этот факт был использован следователями в деле Еврейского антифашистского комитета для обвинения членов комитета в еврейском буржуазном национализме, выпячивании трагедии еврейского народа среди трагедий народов Советского Союза.
В ночь с 27 на 28 января 1949 года Маркиш был арестован как член президиума Еврейского антифашистского комитета.
Ему было предъявлено обвинение: измена Родине (На гражданской панихиде по C. Михоэлсу Перец Маркиш прочитал своё стихотворение, где гибель Михоэлса названа убийством).
После пыток, истязаний и по приговору ВКВС СССР 12 августа 1952 года он был расстрелян.
12 августа 2020 года на стене дома 36, стр. 1 на 1-й Тверской-Ямской улице, где Маркиш жил вплоть до своего ареста в 1949 году, установили памятную табличку.

## Библиография на русском языке

Члены ЕАК. Слева направо: поэт Ицик Фефер, врач Б. А. Шимелиович, актёр Соломон Михоэлс, журналист из США Бенцион Гольдберг, физиолог Лина Штерн, генерал Арон Кац и поэт Перец Маркиш

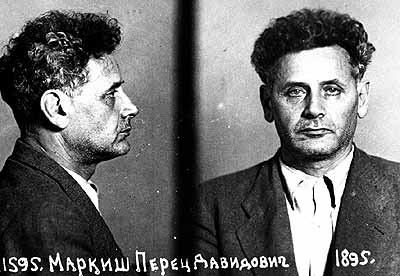
Фото поэта Переца Маркиша, сделанное МГБ СССР после ареста 28 января 1949 года.

## Награды
- орден Ленина (31.01.1939)